# Jozef Štromp
Jozef Štromp (7. září 1909 – ???) byl slovenský a československý politik Komunistické strany Slovenska a poúnorový poslanec Národního shromáždění ČSR.

## Biografie
Ve volbách roku 1954 byl zvolen za KSS do Národního shromáždění ve volebním obvodu Moldava nad Bodvou. V parlamentu setrval do konce funkčního období, tedy do voleb roku 1960. K roku 1954 se profesně uvádí jako předseda JZD v obci Janík.